# Maestro della Natività di Castello
Il Maestro della Natività di Castello (... – XV secolo) è stato un pittore italiano.

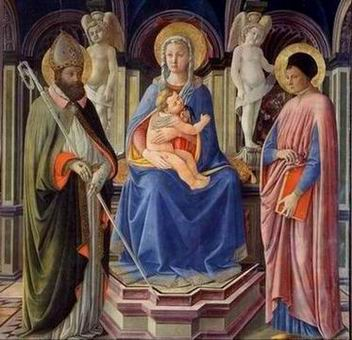
Maestro della Natività di Castello, Madonna e il Bambino tra i santi Giusto e Clemente (1449), Museo dell'Opera del Duomo di Prato

Attivo alla metà del XV secolo, fu un seguace di Filippo Lippi, probabilmente attivo nella sua bottega pratese.

## Storia critica
Deve il suo nome a un'Adorazione del Bambino dalla chiesa di San Michele a Castello, presso Firenze, oggi nella National Gallery di Londra.
Specializzato in dipinti devozionali, mostra nelle sue opere una luce bionda e soffusa che stempera i prototipi del Lippi alleggerendone il plasticismo. Tipica è la continua variazione delle pose del Bambino in braccio alla madre.
Chiara Lachi l'identificò nel 1995 con un giovane Piero di Cosimo, proposta che non ha avuto seguito. Nel catalogo della mostra Officina pratese, a cura di Andrea De Marchi (Università degli Studi di Firenze), si parla invece di un certo Piero di Lorenzo di Pratese, documentato poco prima del 1450 come autore di una pala per la chiesa di Faltugnano, opera oggi divisa tra Prato, Londra e Philadelphia.
Federico Zeri gli dedicò un commento d'elogio: «per quanto manierato e spesso convenzionale, il Maestro della Natività di Castello, con i suoi colori brillanti e la sua tecnica meticolosa, è uno dei più piacevoli petit maîtres del Quattrocento fiorentino».